# These Days (Take That)
These Days è un singolo del gruppo musicale britannico Take That, pubblicato nel 2014 come estratto dall'album III.

## Descrizione
La canzone è stata scritta da Gary Barlow, Mark Owen, Howard Donald, Jamie Norton e Ben Mark.

## Tracce
Singolo digitale
1. These Days – 3:52

## Classifiche
| Classifica (2014-15) | Posizione massima |
| -------------------- | ----------------- |
| Regno Unito          | 1                 |

## Certificazioni
Regno Unito: 430 000 copie